# DAF Trucks (equip ciclista)
L'equip DAF Trucks, conegut posteriorment com a Jacky Aernoudt-Rossin, va ser un equip ciclista belga que competí professionalment entre el 1979 i el 1983. Estava patrocinat per l'empresa de camions DAF.

## Principals resultats
- Tour de Flandes: Hennie Kuiper (1981), René Martens (1982)
- Volta a Llombardia: Hennie Kuiper (1981)
- Fletxa Brabançona: Roger De Vlaeminck (1982)
- Volta als Països Baixos: Bert Oosterbosch (1982)
- Campionat de Zuric: Adri van der Poel (1982)
- París-Roubaix: Hennie Kuiper (1983)
- Gran Premi Jef Scherens: Adri van der Poel (1983)

### A les grans voltes
- Volta a Espanya
  - 1 participacions (1983)
  - 2 victòries d'etapa:
    - 2 al 1983: Eric Vanderaerden (2)

  - 0 victòries final:
  - 0 classificacions secundàries:

- Tour de França
  - 5 participacions (1979, 1980, 1981, 1982, 1983)
  - 3 victòries d'etapa:
    - 1 al 1979: Jo Maas
    - 1 al 1981: René Martens
    - 1 al 1983: Eric Vanderaerden

  - 0 victòries final:
  - 0 classificacions secundàries:

- Giro d'Itàlia
  - 0 participacions